# Colotois lugubrata
Colotois lugubrata là một loài bướm đêm trong họ Geometridae.